# ألينا فيتزجيرالد
ألينا فيتزجيرالد (بالإنجليزية: Aleyna FitzGerald) هي عارضة أزياء أسترالية ولدت في 4 سبتمبر 1999 في مانلي في أستراليا. اشتهرت بكونها الفائزة بالدورة العاشرة من برنامج أفضل عارضة أزياء في أستراليا.

## وصلات خارجية
- ألينا فيتزجيرالد على موقع IMDb (الإنجليزية)